# Asopos (mitologia)
Asopos (stgr. Ἀσωπός Asōpós, łac. Asopus) – w mitologii greckiej bóg i uosobienie beockiej rzeki Asopos.
Uchodził za syna tytana Okeanosa i tytanidy Tetydy lub boga Posejdona i Pero albo też boga Zeusa i Okeanidy Eurynome. Z Metope, która była jego żoną, miał dwóch synów, Ismenosa i Pelagona, oraz dwadzieścia (lub dwanaście) córek, m.in. Asopis, Chalkis, Ajginę (Egina), Kerkyrę (Korkyre), Kleone, Ojnię (Ornia), Pejrene, Salamis, Sinope, Tanagrę, Tebe, Tespię (Tespeja). Czasem uważa się go też za ojca Antiope, matki Zetosa i Amfiona oraz Platei (Platai), od której pochodzi nazwa miasta Plateje. Asopos był królem tego miasta po Kitajronie.